# Безсонов, Андрей Иванович
Андрей Иванович Безсонов (27 апреля 1875, Нижний Новгород — 26 февраля 1962, Алма-Ата) — учёный-почвовед, доктор сельскохозяйственных наук (1936), профессор (1926), член-корреспондент АН КазССР (1946). Заслуженный деятель науки и техники КазССР (1945).

## Биография
В 1898 году окончил Санкт-Петербургский университет.
В 1899—1907 годах работал в Самарской земской управе. Стал одним из первых исследователей почв Казахстана (1907—1917 в Прибалкашье, Жетысу и Иле Алатау, Центральном Тянь-Шане).
В 1921—1930 годах был профессором Самарского сельскохозяйственного института. В 1931—1938 годах был руководителем почвенной группы, консультантом, участвовал в составлении почвенной карты европейской части СССР.
В 1938—1951 заведующий сектором почвоведения КазФАН СССР, заместитель директора по научной работе Института почвоведения АН Казахстана.
Участвовал в составлении почвенных карт Казахстана, руководил экспедициями по исследованию почв в Центральном Казахстане, Прииртышье, Низовьях Сырдарьи и горных районах Казахстана.
Награждён орденом «Знак Почёта».
Скончался 26 февраля 1962 года, похоронен на Центральном кладбище Алматы.

## Сочинения
- Почвы вдоль проектируемой линии железной дороги Семипалатинск — Верный. — СПб., 1908.
- Материалы к оценке земель Самарской губернии. — СПб., 1910.
- Почвы частей Джаркентского и Верненского уездов Семиреченской области. — СПб., 1910.
- Почвенный покров Джетысуйской области. — Алма-Ата, 1925.
- Избранные труды. — Алма-Ата, 1960.